# Мурада
Мурада́ — село в Гергебильского района Дагестана. Входит в состав сельского поселения «Сельский совет „Дарада-Мурадинский“».

## Географическое положение
Расположено в 11 км к юго-западу от села Гергебиль.

## Население
| 1926 | 1939 | 1970 | 1989 | 2002  | 2010  | 2021 |
| ---- | ---- | ---- | ---- | ----- | ----- | ---- |
| 194  | ↗278 | ↗353 | ↗590 | ↗1333 | ↗1560 | ↘667 |

Моноэтническое аварское село.